# いわき市立勿来第二中学校
いわき市立勿来第二中学校（いわきしりつ なこそだいにちゅうがっこう）は、福島県いわき市勿来町関田にある公立中学校。

## 概要
福島県の中学校では、矢祭町立矢祭中学校（北緯36度52分43.2秒 東経140度25分27.1秒 / 北緯36.878667度 東経140.424194度）に次いで南に位置する。

## 沿革
- 1955年（昭和30年）
  - 4月1日 - 勿来町立勿来中学校（現・いわき市立勿来第一中学校）から分離し、開校。
  - 4月29日 - 町村合併・市制施行に伴い、勿来市立勿来第二中学校と改称。
- 1966年（昭和41年）10月1日 - 市町村合併により、いわき市立勿来第二中学校と改称。

## 周辺
- 勿来駅前郵便局
- いわき市立勿来第二小学校
- 勿来TAIGAカントリークラブ
- 国道6号

## 交通
- JR常磐線勿来駅から南西へ300m
- 国道6号からJR常磐線を西へ越える
- 「勿来二中」バス停から西へ